# Albert Hauf
Albert Guillem Hauf i Valls (* 1938 in Sóller, Mallorca, Spanien) ist ein spanischer Philologe, Historiker und Literaturkritiker. Er ist spezialisiert auf katalanische und okzitanische Literatur. 

## Leben
Hauf studierte romanische Philologie an der Universität Barcelona mit einem Stipendium der Joan-March-Stiftung. Er schrieb eine kleine Dissertation über die Auflage des aragonesischen Texts des Landwirtschafttraktats von Palladius Rutilius Emilianus, als er Lizenziat wurde. Er promovierte in derselben Universität mit einer von Professor Martí de Riquer beaufsichtigten Dissertation über die Vita Christi des mittelalterlichen katalanischen Schriftstellers Francesc Eiximenis und die mittelalterliche Tradition der Vitae Christi. Man erkannte ihm 1977 wegen dieser Dissertation den von dem IEC verliehenen Nicolau-d’Olwer-Preis zu.
1964 begann er, an der Universität Cardiff (Wales) als Lehrer für Spanisch und Katalanisch zu arbeiten. Er wurde dort Professor für hispanische Studien. Er begann dann auch Kurse in katalanischer Sprache und Literatur. Er war mit der politischen Linie der britischen Premierministerin Margaret Thatcher nicht einverstanden, und deswegen verließ er 1987 Großbritannien. Danach kam er an der Universität Valencia unter, wo er zur Zeit Professor für katalanischen Philologie ist.
Seit 1992 hat er sich um Forschungsprojekte besonders über die goldene Zeit der valencianischen Literatur des 15. Jahrhunderts gekümmert. Diese Projekte wurden vom spanischen Kultusministerium und der valencianischen Kulturabteilung subventioniert. Bis 2007 beaufsichtigte er sechzehn Doktorarbeiten. Er hat Kongresse und akademische Sammlungen organisiert: Die kulturelle Atmosphäre Valencias während der zweiten Hälften des 15. Jahrhunderts, Tirant lo Blanc und seine Übersetzer, Tirant lo Blanc, Jakob I., Ausiàs Marc, Ausiàs Marcs Lesungen, Francesc Eiximenis,.
Er ist Mitglied der Valencianische Akademie der Sprache, des Universitätsinstituts valencianischer Philologie und des Instituts für katalanische Studien. Er war Begründer und Präsident der internationalen Gesellschaft für katalanische Sprache und Literatur. 
Außerdem ist er Mitglied der folgenden Gesellschaften: Valencianisches Institut für Studien und Forschungen (nach Joan Fuster), Geschäftsführung der Anglo-Katalanischen Gesellschaft (1973–1978), Lehrerversammlung der Universität Valencia  (1995–2001); Geschäftsführung der nationalen Bibliothek von Madrid (1995–1997); Mossèn Alcover-Stiftung (2001); Preisgericht der Joan Fuster-Essaypreise (1989 und 1991) und National-Preise für humanistische Bildung (Essay, 1991 und 1992; Roman, 1993; Literatur, 1998), die das spanische Kulturministerium verleiht; Auflagenkommission der Werke von Francesc Eiximenis; Auflagenkommission der Werke von Ramon Llull. Er war auch Mitglied der Redaktion der folgenden Zeitschriften: Estudis Romànics, Caplletra, Llengua i Literatura und die ELLC. Endlich ist er Direktionsberater der folgenden Zeitschriften: Révue d’Études Catalanes (Frankreich), Tesserae (Vereinigtes Königreich), Catalan Review (Vereinigte Staaten), Afers, Studia Philologica Valentina und Ausa.

## Werke
Er hat Artikel für verschiedene Zeitungen geschrieben (sowohl populär als auch wissenschaftlich). Er hat auch an Fernsehens- und Rundfunksendungen teilgenommen. Er hat auch mit Martí de Riquer und Mario Vargas Llosa in einem CDR über Joanot Martorells Tirant lo Blanc gearbeitet. 
Er ist Autor von ungefähr zwei hundert Forschungswerke, die in ELL, 4 (1998), 261–271 aufgelistet werden. Die folgenden Werken können aufgezeigt werden:
- Auflage von Speculum Humanae Salvationis.
- Teresa Pérez Higuera und Albert Hauf i Valls. Estudios y comentarios, Madrid, Edilán, 2000, 2 Bände.
- Auflage von Vita Christi, Isabel de Villena, Barcelona, Ed. 62, 1995.
- Auflage von Speculum Animae, (Isabel de Villena zugeschrieben), Madrid, Edilán, 1993, 2 Bände.
- D’Eiximenis a Sor Isabel de Villena. Aportació a l’estudi de la nostra cultura medieval, Biblioteca Sanchis Guarner, 19, València-Barcelona, 1990 (Serra d’Or-Kritik-Preis, 1991)
- Auflage von Joanot Martorells Tirant lo Blanc, 2 Bände, Valencia, Generalitat Valenciana, 1992 and 1990.
- Auflage von La Flor de les Istòries d’Orient, Barcelona, 1989 (1990 Massó i Torrent-Preis für das beste Werk über mittelalterliche Thematik).
- Auflage von Joan Eiximenos Quarantena de Contemplació, Herausgaben der Abtei von Montserrat, 1986.
- Contemplació de la Passió, Barcelona, 1983.
- Francesc Eiximenis’ Lo Crestià (Selektion), Barcelona, Ed. 62, 1983.
- El Ars Praedicandi de Fr. Alfonso d’Alprao, Rom, 1979;
- Einführungen für José Pous, Visionarios, beguinos y fraticelos, Alicante, 1996, 9–112; und für Joan Fuster’s, Misògins i enamorat, Alzira, 1995.
- 25 Artikel von ihm sind im Grundriss der Romanischen Literaturen des Mittelalters, XI/2 (Heidelberg, 1993) veröffentlicht worden.
- Er hat Übersetzungen von Deutsch, Englisch und Französisch gemacht. Die spanische Version von Arthur Terrys, Catalan Literature: Literatura Catalana (Barcelona-Caracas. Mexiko, 1977 und 1983) samt der zusätzlichen Bibliographie muss unterstrichen werden.